# The Rippingtons
The Rippingtons est un groupe américain de jazz fusion, de smooth jazz et de pop-jazz formé en 1986 par le guitariste Russ Freeman (à ne pas confondre avec le pianiste cool jazz du même nom). Contrairement à beaucoup d'autres activistes du genre, qui se nourrissent d'influences principalement afro-américaines, la musique des Rippingtons est également marquée par de forts accents latins, notamment de flamenco. Leurs albums portent souvent le nom de villes, de lieux ou de pays et leurs pochettes sont marquées par un état d'esprit hédoniste où l'on peut observer un personnage récurrent, un chat bleu censé représenter le fondateur du groupe Russ Freeman. Avec 20 ans de carrière au compteur, le groupe a bien évidemment connu diverses formations. Leur premier album, Moonlighting, est considéré par le magazine américain Jazziz comme l'album de jazz contemporain le plus influent de tous les temps.
Ses membres actuels sont les suivants :
- Russ Freeman — guitariste et claviériste
- Dave Karasony — batteur
- Bill Heller — pianiste
- Kim Stone — bassiste
- Scott Breadman — percussionniste
- Eric Marienthal — saxophoniste

Parmi les musiciens ayant anciennement fait partie du groupe, on peut citer de façon non exhaustive : Jeff Kashiwa, Brandon Fields, David Benoit, Gregg Karukas, Tony Morales, Steve Reid et même le saxophoniste pop Kenny G.

## Discographie
- Nocturnal Playground (1985)
- Moonlighting (1986)
- Kilimanjaro (1989)
- Tourist In Paradise (1989)
- Welcome to the St. James Club (1990)
- Curves Ahead (1991)
- Weekend in Monaco (1992)
- Live In L.A. (1993)
- Sahara (1994)
- Brave New World (1996)
- Black Diamond (1997)
- Best Of The Rippingtons (1997)
- Topaz (1999)
- Live Across America (1999)
- Life in the Tropics (2000)
- Let It Ripp (2003)
- Wild Card (2005)
- Twentieth Anniversary (2006)
- Modern Art (2009)
- Cote D'Azur (2011)
- Build To Last (2012)
- True Stories (2016)
- Open Road (2019)